# ريك تيري
ريك تيري (بالإنجليزية: Rick Terry)‏ هو لاعب كرة قدم أمريكية أمريكي، ولد في 5 أبريل 1974 في ليكسينغتون في الولايات المتحدة.

## وصلات خارجية
- ريك تيري على موقع مرجع كرة القدم المحترفة.كوم (الإنجليزية)